# Urho Lehtinen
Pour les articles homonymes, voir Lehtinen.
Urho Valdemar Lehtinen (né le 24 septembre 1887 à Tampere – décédé le 6 novembre 1982 à Helsinki) est un artiste peintre finlandais,.

## Biographie
Ses parents sont le menuisier et sculpteur Juho Lehtinen et Maria Amanda Palmqvist.
En 1903–1905, Urho Lehtinen étudie à l'école de dessin de Turku sous la direction de Victor Westerholm et d'Elias Muukka (fi).
Puis en 1906–1909, il étudie à a l'École de dessin de l'association des arts d'Helsinki avec entre autres les professeurs Albert Gebhard (fi), Eero Järnefelt et Väinö Blomstedt.
En 1911, Urho Lehtinen épouse Hilja Lentz (1886–1968) et en 1917 le couple quitte Helsinki pour Jämsä puis en 1920 s'installe à Jyväskylä où Urho Lehtinen participe activement à la vie artistique.

## Œuvre
La production d'Urho Lehtinen est très variée, elle comprend les paysages, les ornements, les natures mortes, et il a également réalisé des peintures d'églises et des portraits.
Les premières œuvres étaient de style impressionniste mais plus tard son style a évalué vers un style expressionniste.
Bien que les travaux d'Urho Lehtinen montrent des influences artistiques diverses, son art est inspiré par son appropriation de la culture finlandaise.
En plus des peintures Lehtinen a fait beaucoup de dessins, avec lesquels il a immortalisé de nombreuses personnes proches.
Après son installation à Jyväskylä, Urho Lehtinen se remet à la peinture décorative et il est très connu comme un peintre d'église.
Il a décoré plus de 50 églises différentes, dont il peint les retables et des décorations murales et des vitraux.
Ses œuvres les plus connues sont celles de l'église de Jämsä, de l'église de Kankaanpää et de l'église d'Ylistaro.
Il a aussi décoré entre autres, l'église de Pylkönmäki, la Cathédrale de Kuopio,

## Prix et récompenses
- 1960, Médaille Pro Finlandia